# Drepanium reptile
Drepanium reptile là một loài Rêu trong họ Hypnaceae. Loài này được (Michx.) G. Roth mô tả khoa học đầu tiên năm 1904.